# Upplunda
Upplunda är en bebyggelse nordost om Norrtälje i Roslags-Bro socken i Norrtälje kommun. Mallan 2015 och 2020 avgränsade SCB här en småort.